# Rauen
Rauen é um município da Alemanha, situado no distrito de Oder-Spree, no estado de Brandemburgo. Tem 21,43 km² de área, e sua população em 2019 foi estimada em 2.014 habitantes.